# Challenge Cup 2016-2017 (pallavolo maschile)
La Challenge Cup 2016-2017, 37ª edizione della Challenge Cup di pallavolo maschile, si è svolta dall'8 novembre 2016 al 16 aprile 2017: al torneo hanno partecipato trentacinque squadre di club europee e la vittoria finale è andata per la seconda volta al Fakel.

## Regolamento
Le squadre hanno disputato un secondo turno, sedicesimi di finale, ottavi di finale, quarti di finale, semifinali e finale, tutte giocate con gare di andata e ritorno (coi punteggi di 3-0 e 3-1 sono stati assegnati 3 punti alla squadra vincente e 0 a quella perdente, col punteggio di 3-2 sono stati assegnati 2 punti alla squadra vincente e 1 a quella perdente; in caso di parità di punti dopo le due partite è stato disputato un golden set).

## Squadre partecipanti
| - Studenti Tirana - Amstetten - Raiffeisen Waldviertel - BATĖ-BDUFK - Lehion - Šachcër Salihorsk - Jedinstvo Brčko - Anorthōsīs - Karavas | - Pafiakos - Centrometal - HAOK Mladost - Chaumont - Polonia London - Maccabi Tel Aviv - Luboteni - RSR Walfer - Førde | - Viking - Dynamo Apeldoorn - Benfica - Fonte do Bastardo - České Budějovice - Tricolorul Ploiești - Zalău - Fakel - Edimburgo Volleyball | - Spartak Myjava - Šempeter - Losanna UC - Näfels - Galatasaray - Ziraat Bankası - Kaposvár - Kazincbarcika |

## Torneo

### Secondo turno

#### Andata
| 9 novembre 2016 Spyros Kyprianou Athletic Center, Limassol Durata: 1h:48 - Spettatori: 100   | Karavas    | 1 - 3 | Kaposvár          | 26-28, 25-22, 23-25, 16-25 |
| 8 novembre 2016 Anorthosis Famagusta Sports Center, Limassol Durata: 1h:53 - Spettatori: 500 | Anorthōsīs | 1 - 3 | Lehion            | 25-16, 22-25, 19-25, 21-25 |
| 9 novembre 2016 Førdehuset, Førde Durata: 1h:54 - Spettatori: 950                            | Førde      | 1 - 3 | Fonte do Bastardo | 21-25, 13-25, 30-28, 25-27 |

#### Ritorno
| 24 novembre 2016 Sports Hall, Kaposvár Durata: 1h:07 - Spettatori: 400                            | Kaposvár          | 3 - 0 | Karavas    | 25-16, 25-21, 25-13 |
| 22 novembre 2016 SOK Olimpia, Lida Durata: 1h:21 - Spettatori: 500                                | Lehion            | 3 - 0 | Anorthōsīs | 27-25, 25-21, 25-16 |
| 23 novembre 2016 C. D. Vitorino Nemésio, Vila da Praia da Vitória Durata: 1h:23 - Spettatori: 679 | Fonte do Bastardo | 3 - 0 | Førde      | 25-21, 25-23, 25-11 |

#### Squadre qualificate
- Kaposvár
- Lehion
- Fonte do Bastardo

### Sedicesimi di finale

#### Andata
| 8 dicembre 2016 Sportivnyj Kompleks Olimpiets, Mahilëŭ Durata: 1h:16 - Spettatori: 600            | Šachcër Salihorsk | 0 - 3 | Fakel                  | 25-27, 18-25, 17-25               |
| 7 dicembre 2016 SOK Olimpia, Lida Durata: 1h:28 - Spettatori: 500                                 | Lehion            | 0 - 3 | BATĖ-BDUFK             | 24-26, 23-25, 25-27               |
| 7 dicembre 2016 Haukelandshallen, Bergen Durata: 1h:09 - Spettatori: 150                          | Viking            | 3 - 0 | Edimburgo Volleyball   | 25-22, 25-17, 25-17               |
| 8 dicembre 2016 NGC Aton, Nedelišće Durata: 2h:04 - Spettatori: 200                               | Centrometal       | 3 - 2 | Šempeter               | 26-24, 19-25, 25-21, 23-25, 17-15 |
| 8 dicembre 2016 Don Bosco Sportközpont, Kazincbarcika Durata: 1h:16 - Spettatori: 450             | Kazincbarcika     | 0 - 3 | České Budějovice       | 24-26, 17-25, 17-25               |
| 6 dicembre 2016 National Sport Center, Tel Aviv Durata: 1h:06 - Spettatori: 175                   | Maccabi Tel Aviv  | 3 - 0 | Luboteni               | 25-10, 25-12, 25-20               |
| 6 dicembre 2016 Burhan Felek Spor Salonu, Istanbul Durata: 1h:31 - Spettatori: 300                | Pafiakos          | 1 - 3 | Galatasaray            | 25-20, 13-25, 15-25, 16-25        |
| 14 dicembre 2016 C. D. Vitorino Nemésio, Vila da Praia da Vitória Durata: 1h:58 - Spettatori: 357 | Fonte do Bastardo | 3 - 1 | Tricolorul Ploiești    | 24-26, 25-13, 25-22, 26-24        |
| 8 dicembre 2016 Hall Omnisport New, Walferdange Durata: 1h:08 - Spettatori: 850                   | RSR Walfer        | 0 - 3 | Chaumont               | 23-25, 14-25, 15-25               |
| 7 dicembre 2016 Sports Hall Benfica, Lisbona Durata: 2h:07 - Spettatori: 471                      | Benfica           | 3 - 2 | Näfels                 | 25-12, 25-18, 17-25, 26-28, 15-10 |
| 7 dicembre 2016 Mestská športová hala, Myjava Durata: 1h:13 - Spettatori: 500                     | Spartak Myjava    | 3 - 0 | Amstetten              | 25-18, 25-15, 25-22               |
| 7 dicembre 2016 Dom odbojke Bojan Stranić, Zagabria Durata: 1h:52 - Spettatori: 500               | HAOK Mladost      | 3 - 1 | Raiffeisen Waldviertel | 25-18, 23-25, 25-22, 25-23        |
| 7 dicembre 2016 Omnisport Apeldoorn, Apeldoorn Durata: 1h:12 - Spettatori: 1 100                  | Dynamo Apeldoorn  | 3 - 0 | Losanna UC             | 25-21, 25-14, 25-15               |
| 6 dicembre 2016 Sports Hall, Kaposvár Durata: 1h:20 - Spettatori: 386                             | Kaposvár          | 3 - 0 | Polonia London         | 25-21, 25-18, 25-20               |
| 7 dicembre 2016 Sala Sporturilor, Zalău Durata: 1h:03 - Spettatori: 750                           | Zalău             | 3 - 0 | Jedinstvo Brčko        | 25-10, 25-21, 25-12               |
| 7 dicembre 2016 Asllan Rusi Sports Palace, Tirana Durata: 1h:02 - Spettatori: 150                 | Studenti Tirana   | 0 - 3 | Ziraat Bankası         | 9-25, 11-25, 14-25                |

#### Ritorno
| 20 dicembre 2016 Palazzetto Zvezdnyj, Novyj Urengoj Durata: 1h:29 - Spettatori: 800        | Fakel                  | 3 - 1 | Šachcër Salihorsk | 25-12, 24-26, 25-20, 25-16                   |
| 21 dicembre 2016 Čižovka-Arena, Minsk Durata: 1h:55 - Spettatori: 500                      | BATĖ-BDUFK             | 2 - 3 | Lehion            | 21-25, 25-21, 27-25, 20-25, 9-15             |
| 21 dicembre 2016 Oriam, Edimburgo Durata: 1h:12 - Spettatori: 300                          | Edimburgo Volleyball   | 0 - 3 | Viking            | 18-25, 15-25, 21-25                          |
| 22 dicembre 2016 Športna dvorana OŠ Šempeter, San Pietro Durata: 1h:24 - Spettatori: 400   | Šempeter               | 3 - 0 | Centrometal       | 27-17, 25-16, 25-15                          |
| 21 dicembre 2016 Sportovní Hala, České Budějovice Durata: 1h:09 - Spettatori: 800          | České Budějovice       | 3 - 0 | Kazincbarcika     | 25-16, 25-12, 25-19                          |
| 22 dicembre 2016 Palestra E Sporteve Bill Clinton, Ferizaj Durata: 1h:17 - Spettatori: 700 | Luboteni               | 0 - 3 | Maccabi Tel Aviv  | 19-25, 22-25, 21-25                          |
| 8 dicembre 2016 Burhan Felek Spor Salonu, Istanbul Durata: 1h:03 - Spettatori: 350         | Galatasaray            | 3 - 0 | Pafiakos          | 25-16, 25-12, 25-11                          |
| 21 dicembre 2016 Sala Sporturilor Olimpia, Ploiești Durata: 2h:03 - Spettatori: 300        | Tricolorul Ploiești    | 3 - 1 | Fonte do Bastardo | 25-22, 25-22, 23-25, 25-12 Golden set: 12-15 |
| 21 dicembre 2016 Le Nouveau Gymnase, Chaumont Durata: 1h:17 - Spettatori: 900              | Chaumont               | 3 - 0 | RSR Walfer        | 26-24, 25-15, 25-21                          |
| 22 dicembre 2016 Linth Arena, Näfels Durata: 2h:17 - Spettatori: 500                       | Näfels                 | 2 - 3 | Benfica           | 21-25, 25-23, 25-21, 30-32, 12-15            |
| 21 dicembre 2016 Johann-Pölz-Halle, Amstetten Durata: 1h:09 - Spettatori: 130              | Amstetten              | 0 - 3 | Spartak Myjava    | 19-25, 17-25, 20-25                          |
| 20 dicembre 2016 Sporthalle, Zwettl-Niederösterreich Durata: 1h:54 - Spettatori: 700       | Raiffeisen Waldviertel | 3 - 2 | HAOK Mladost      | 23-25, 25-19, 25-18, 17-25, 15-9             |
| 21 dicembre 2016 University Sports Hall, Losanna Durata: 1h:25 - Spettatori: 400           | Losanna UC             | 0 - 3 | Dynamo Apeldoorn  | 20-25, 21-25, 18-25                          |
| 18 dicembre 2016 Hala Energia, Bełchatów Durata: 1h:49 - Spettatori: 1 000                 | Polonia London         | 3 - 1 | Kaposvár          | 25-17, 25-22, 19-25, 25-19 Golden set: 15-10 |
| 21 dicembre 2016 Sportska Dvorana Magnet, Brčko Durata: 1h:21 - Spettatori: 150            | Jedinstvo Brčko        | 3 - 0 | Zalău             | 25-16, 25-18, 25-23 Golden set: 15-8         |
| 21 dicembre 2016 Başkent Voleybol Salonu, Ankara Durata: 1h:06 - Spettatori: 350           | Ziraat Bankası         | 3 - 0 | Studenti Tirana   | 25-16, 25-18, 25-15                          |

#### Squadre qualificate
| - Ziraat Bankası - Dynamo Apeldoorn - Viking - Jedinstvo Brčko - České Budějovice - Chaumont - Galatasaray - Benfica | - Polonia London - BATĖ-BDUFK - Spartak Myjava - Fakel - Fonte do Bastardo - Šempeter - Maccabi Tel Aviv - HAOK Mladost |

### Ottavi di finale

#### Andata
| 18 gennaio 2017 Čižovka-Arena, Minsk Durata: 1h:12 - Spettatori: 500                             | BATĖ-BDUFK        | 0 - 3 | Fakel            | 15-25, 21-25, 15-25        |
| 19 gennaio 2017 Haukelandshallen, Bergen Durata: 1h:48 - Spettatori: 300                         | Viking            | 3 - 1 | Šempeter         | 25-13, 23-25, 29-27, 25-18 |
| 19 gennaio 2017 Sportovní Hala, České Budějovice Durata: 1h:30 - Spettatori: 850                 | České Budějovice  | 0 - 3 | Maccabi Tel Aviv | 23-25, 23-25, 26-28        |
| 18 gennaio 2017 C. D. Vitorino Nemésio, Vila da Praia da Vitória Durata: 1h:18 - Spettatori: 455 | Fonte do Bastardo | 0 - 3 | Galatasaray      | 23-25, 14-25, 15-25        |
| 18 gennaio 2017 Sports Hall Benfica, Lisbona Durata: 1h:22 - Spettatori: 638                     | Benfica           | 0 - 3 | Chaumont         | 22-25, 19-25, 22-25        |
| 19 gennaio 2017 Mestská športová hala, Myjava Durata: 1h:06 - Spettatori: 700                    | Spartak Myjava    | 3 - 0 | HAOK Mladost     | 25-14, 25-20, 25-11        |
| 18 gennaio 2017 Omnisport Apeldoorn, Apeldoorn Durata: 1h:45 - Spettatori: 800                   | Dynamo Apeldoorn  | 3 - 1 | Polonia London   | 25-20, 25-16, 27-29, 25-17 |
| 17 gennaio 2017 Sportska Dvorana Magnet, Brčko Durata: 1h:07 - Spettatori: 200                   | Jedinstvo Brčko   | 0 - 3 | Ziraat Bankası   | 14-25, 14-25, 6-25         |

#### Ritorno
| 2 febbraio 2017 Palazzetto Zvezdnyj, Novyj Urengoj Durata: 1h:04 - Spettatori: 400            | Fakel            | 3 - 0 | BATĖ-BDUFK        | 25-14, 25-12, 25-21                   |
| febbraio 2017 Športna dvorana OŠ Šempeter, San Pietro Durata: 1h:47 - Spettatori: 350         | Šempeter         | 1 - 3 | Viking            | 25-21, 19-25, 19-25, 25-27            |
| 31 gennaio 2017 National Sport Center, Tel Aviv Durata: 1h:23 - Spettatori: 350               | Maccabi Tel Aviv | 3 - 0 | České Budějovice  | 25-18, 30-28, 25-20                   |
| 2 febbraio 2017 Burhan Felek Spor Salonu, Istanbul Durata: 1h:28 - Spettatori: 300            | Galatasaray      | 3 - 0 | Fonte do Bastardo | 28-26, 25-22, 25-23                   |
| 1º febbraio 2017 Le Nouveau Gymnase, Chaumont Durata: 2h:04 - Spettatori: 950                 | Chaumont         | 2 - 3 | Benfica           | 25-23, 25-23, 20-25, 14-25, 13-15     |
| 1º febbraio 2017 Dom odbojke Bojan Stranić, Zagabria Durata: 1h:46 - Spettatori: 300          | HAOK Mladost     | 3 - 0 | Spartak Myjava    | 25-20, 25-22, 25-21 Golden set: 20-22 |
| febbraio 2017 Crystal Palace National Sports Centre, Londra Durata: 2h:02 - Spettatori: 1 200 | Polonia London   | 3 - 2 | Dynamo Apeldoorn  | 22-25, 25-23, 18-25, 25-20, 15-9      |
| 1º febbraio 2017 Başkent Voleybol Salonu, Ankara Durata: 0h:59 - Spettatori: 500              | Ziraat Bankası   | 3 - 0 | Jedinstvo Brčko   | 25-7, 25-13, 25-9                     |

#### Squadre qualificate
- Ziraat Bankası
- Dynamo Apeldoorn
- Viking
- Chaumont
- Galatasaray
- Spartak Myjava
- Fakel
- Maccabi Tel Aviv

### Quarti di finale

#### Andata
| 16 febbraio 2017 Palazzetto Zvezdnyj, Novyj Urengoj Durata: 1h:06 - Spettatori: 700 | Fakel            | 3 - 0 | Viking         | 25-15, 25-14, 25-22        |
| 14 febbraio 2017 National Sport Center, Tel Aviv Durata: 1h:35 - Spettatori: 400    | Maccabi Tel Aviv | 0 - 3 | Galatasaray    | 23-25, 23-25, 25-27        |
| 14 febbraio 2017 Mestská športová hala, Myjava Durata: 1h:18 - Spettatori: 1 000    | Spartak Myjava   | 0 - 3 | Chaumont       | 16-25, 22-25, 23-25        |
| 15 febbraio 2017 Omnisport Apeldoorn, Apeldoorn Durata: 1h:39 - Spettatori: 1 305   | Dynamo Apeldoorn | 1 - 3 | Ziraat Bankası | 25-20, 11-25, 16-25, 20-25 |

#### Ritorno
| 28 febbraio 2017 Haukelandshallen, Bergen Durata: 1h:13 - Spettatori: 1 100      | Viking         | 0 - 3 | Fakel            | 13-25, 18-25, 11-25        |
| 1º marzo 2017 Burhan Felek Spor Salonu, Istanbul Durata: 1h:15 - Spettatori: 500 | Galatasaray    | 3 - 0 | Maccabi Tel Aviv | 27-25, 25-19, 25-17        |
| 28 marzo 2017 Le Nouveau Gymnase, Chaumont Durata: 1h:39 - Spettatori: 750       | Chaumont       | 3 - 1 | Spartak Myjava   | 25-17, 25-20, 22-25, 25-23 |
| 1º marzo 2017 Başkent Voleybol Salonu, Ankara Durata: 1h:16 - Spettatori: 1 900  | Ziraat Bankası | 3 - 0 | Dynamo Apeldoorn | 25-20, 25-19, 25-21        |

#### Squadre qualificate
- Ziraat Bankası
- Chaumont
- Galatasaray
- Fakel

### Semifinali

#### Andata
| 29 marzo 2017 Palazzetto Zvezdnyj, Novyj Urengoj Durata: 1h:26 - Spettatori: 1 200 | Fakel    | 3 - 0 | Galatasaray    | 25-12, 25-18, 25-19        |
| 29 marzo 2017 Le Nouveau Gymnase, Chaumont Durata: 1h:55 - Spettatori: 1 000       | Chaumont | 3 - 1 | Ziraat Bankası | 25-21, 25-19, 28-30, 25-18 |

#### Ritorno
| 2 aprile 2017 Burhan Felek Spor Salonu, Istanbul Durata: 1h:15 - Spettatori: 500 | Galatasaray    | 0 - 3 | Fakel    | 16-25, 19-25, 21-25              |
| 2 aprile 2017 Başkent Voleybol Salonu, Ankara Durata: 2h:02 - Spettatori: 2 368  | Ziraat Bankası | 3 - 2 | Chaumont | 26-24, 23-25, 15-25, 25-18, 15-9 |

#### Squadre qualificate
- Chaumont
- Fakel

### Finale

#### Andata
| 12 aprile 2017 Le Nouveau Gymnase, Chaumont Durata: 1h:52 - Spettatori: 1 052 | Chaumont | 1 - 3 | Fakel | 12-25, 25-15, 24-26, 28-30 |

#### Ritorno
| 16 aprile 2017 Palazzetto Zvezdnyj, Novyj Urengoj Durata: 1h:46 - Spettatori: 2 000 | Fakel | 3 - 1 | Chaumont | 21-25, 25-20, 25-19, 25-18 |

#### Squadra campione
- Fakel